# Campionati del mondo di atletica leggera indoor 2001
I Campionati del mondo di atletica leggera indoor 2001 (8ª edizione) si sono svolti al Pavilhão Atlântico di Lisbona, in Portogallo, dal 9 all'11 marzo.

## Medagliati

### Uomini
| Specialità | Oro                                                                   | Prestazione | Argento                                                                                       | Prestazione | Bronzo                                                                                     | Prestazione |
| Corse piane |                                                                       |             |                                                                                               |             |                                                                                            |             |
| 60 m | Tim Harden                                                            | 6"44        | Tim Montgomery                                                                                | 6"46        | Mark Lewis-Francis                                                                         | 6"51        |
| 200 m | Shawn Crawford                                                        | 20"63       | Christian Malcolm                                                                             | 20"76       | Patrick van Balkom                                                                         | 20"96       |
| 400 m | Daniel Caines                                                         | 46"40       | Milton Campbell                                                                               | 46"45       | Danny McFarlane                                                                            | 46"74       |
| 800 m | Jurij Borzakovskij                                                    | 1'44"49     | Johan Botha                                                                                   | 1'45"87     | André Bucher                                                                               | 1'46"46     |
| 1.500 m | Rui Silva                                                             | 3'51"06     | Reyes Estévez                                                                                 | 3'51"25     | Noah Ngeny                                                                                 | 3'51"63     |
| 3.000 m | Hicham El Guerrouj                                                    | 7'37"74     | Mohammed Mourhit                                                                              | 7'38"94     | Alberto García                                                                             | 7'39"96     |
| Corse a ostacoli |                                                                       |             |                                                                                               |             |                                                                                            |             |
| 60 hs | Terrence Trammell                                                     | 7"51        | Anier García                                                                                  | 7"54        | Shaun Bownes                                                                               | 7"55        |
| Salti |                                                                       |             |                                                                                               |             |                                                                                            |             |
| Salto in alto | Stefan Holm                                                           | 2,35 m      | Andriy Sokolovskyy                                                                            | 2,29 m      | Staffan Strand                                                                             | 2,29 m      |
| Salto con l'asta | Lawrence Johnson                                                      | 5,95 m      | Tye Harvey                                                                                    | 5,90 m      | Romain Mesnil                                                                              | 5,85 m      |
| Salto in lungo | Iván Pedroso                                                          | 8,43 m      | Kareem Streete-Thompson                                                                       | 8,16 m      | Carlos Calado                                                                              | 8,16 m      |
| Salto triplo | Paolo Camossi                                                         | 17,32 m     | Jonathan Edwards                                                                              | 17,26 m     | Andrew Murphy                                                                              | 17,20 m     |
| Lanci |                                                                       |             |                                                                                               |             |                                                                                            |             |
| Getto del peso | John Godina                                                           | 20,82 m     | Adam Nelson                                                                                   | 20,72 m     | Manuel Martínez                                                                            | 20,67 m     |
| Prove multiple |                                                                       |             |                                                                                               |             |                                                                                            |             |
| Eptathlon | Roman Šebrle                                                          | 6.420 p.    | Jón Arnar Magnússon                                                                           | 6.233 p.    | Lev Lobodin                                                                                | 6.202 p.    |
| Staffette |                                                                       |             |                                                                                               |             |                                                                                            |             |
| Staffetta 4×400 m | Polonia Piotr Rysiukiewicz Piotr Haczek Jacek Bocian Robert Maćkowiak | 3'04"47     | Russia Aleksandr Ladeyshchikov Ruslan Mashchenko Boris Gorban Andrey Semyonov Dmitriy Forshev | 3'04"82     | Giamaica Michael McDonald Davian Clarke Michael Blackwood Danny McFarlane Gregory Haughton | 3'05"45     |
| record mondiale; record mondiale stagionale; record africano; record asiatico; record europeo; record nord-centroamericano e caraibico; record sudamericano; record oceaniano; record dei campionati; record nazionale; record personale; record personale stagionale. |                                                                       |             |                                                                                               |             |                                                                                            |             |

### Donne
| Specialità | Oro                                                                  | Prestazione | Argento                                                                   | Prestazione | Bronzo                                                                 | Prestazione |
| Corse piane |                                                                      |             |                                                                           |             |                                                                        |             |
| 60 m | Chandra Sturrup                                                      | 7"05        | Angela Williams                                                           | 7"09        | Chryste Gaines                                                         | 7"12        |
| 200 m | Juliet Campbell                                                      | 22"64       | LaTasha Jenkins                                                           | 22"96       | Natallja Safronnikava                                                  | 23"17       |
| 400 m | Sandie Richards                                                      | 51"04       | Ol'ga Kotljarova                                                          | 51"56       | Olesja Zykina                                                          | 51"71       |
| 800 m | Maria Mutola                                                         | 1'59"74     | Stephanie Graf                                                            | 1'59"78     | Helena Dziurová                                                        | 2'01"18     |
| 1.500 m | Hasna Benhassi                                                       | 4'10"83     | Violeta Beclea                                                            | 4'11"17     | Natalya Gorelova                                                       | 4'11"74     |
| 3.000 m | Ol'ga Egorova                                                        | 8'37"48     | Gabriela Szabó                                                            | 8'39"65     | Yelena Zadorozhnaya                                                    | 8'40"15     |
| Corse a ostacoli |                                                                      |             |                                                                           |             |                                                                        |             |
| 60 hs | Anjanette Kirkland                                                   | 7"85        | Michelle Freeman                                                          | 7"92        | Nicole Ramalalanirina                                                  | 7"96        |
| Salti |                                                                      |             |                                                                           |             |                                                                        |             |
| Salto in alto | Kajsa Bergqvist                                                      | 2,00 m      | Inha Babakova                                                             | 2,00 m      | Venelina Veneva                                                        | 1,96 m      |
| Salto con l'asta | Pavla Rybová                                                         | 4,56 m      | Svetlana Feofanova Kellie Suttle                                          | 4,51 m      | -                                                                      | -           |
| Salto in lungo | Dawn Burrell                                                         | 7,03 m      | Tat'jana Kotova                                                           | 6,98 m      | Niurka Montalvo                                                        | 6,88 m      |
| Salto triplo | Tereza Marinova                                                      | 14,91 m     | Tat'jana Lebedeva                                                         | 14,85 m     | Tiombe Hurd                                                            | 14,19 m     |
| Lanci |                                                                      |             |                                                                           |             |                                                                        |             |
| Getto del peso | Larisa Pelešenko                                                     | 19,84 m     | Nadzeja Astapčuk                                                          | 19,24 m     | Svetlana Krivelëva                                                     | 19,18 m     |
| Prove multiple |                                                                      |             |                                                                           |             |                                                                        |             |
| Pentathlon | Natallja Sazanovičh                                                  | 4.850 p.    | Elena Prochorova                                                          | 4.711 p.    | Karin Ertl                                                             | 4.678 p.    |
| Staffette |                                                                      |             |                                                                           |             |                                                                        |             |
| Staffetta 4×400 m | Russia Julija Nosova Olesja Zykina Yuliya Sotnikova Ol'ga Kotljarova | 3'30"00     | Giamaica Charmaine Howell Juliet Campbell Catherine Scott Sandie Richards | 3'30"79     | Germania Claudia Marx Birgit Rockmeier Florence Ekpo-Umoh Shanta Ghosh | 3'31"00     |
| record mondiale; record mondiale stagionale; record africano; record asiatico; record europeo; record nord-centroamericano e caraibico; record sudamericano; record oceaniano; record dei campionati; record nazionale; record personale; record personale stagionale. |                                                                      |             |                                                                           |             |                                                                        |             |

## Medagliere
| Posizione | Paese        | Oro | Argento | Bronzo | Totale |
| --------- | ------------ | --- | ------- | ------ | ------ |
| 1         | Stati Uniti  | 7   | 7       | 2      | 16     |
| 2         | Russia       | 4   | 6       | 5      | 15     |
| 3         | Giamaica     | 2   | 2       | 2      | 6      |
| 4         | Rep. Ceca    | 2   | 0       | 1      | 3      |
| 4         | Svezia       | 2   | 0       | 1      | 3      |
| 6         | Marocco      | 2   | 0       | 0      | 2      |
| 7         | Regno Unito  | 1   | 2       | 1      | 4      |
| 8         | Bielorussia  | 1   | 1       | 1      | 3      |
| 9         | Cuba         | 1   | 1       | 0      | 2      |
| 10        | Bulgaria     | 1   | 0       | 1      | 2      |
| 10        | Portogallo   | 1   | 0       | 1      | 2      |
| 12        | Bahamas      | 1   | 0       | 0      | 1      |
| 12        | Italia       | 1   | 0       | 0      | 1      |
| 12        | Mozambico    | 1   | 0       | 0      | 1      |
| 12        | Polonia      | 1   | 0       | 0      | 1      |
| 16        | Romania      | 0   | 2       | 0      | 2      |
| 16        | Ucraina      | 0   | 2       | 0      | 2      |
| 18        | Spagna       | 0   | 1       | 3      | 4      |
| 19        | Sudafrica    | 0   | 1       | 1      | 2      |
| 20        | Austria      | 0   | 1       | 0      | 1      |
| 20        | Belgio       | 0   | 1       | 0      | 1      |
| 20        | Islanda      | 0   | 1       | 0      | 1      |
| 20        | Isole Cayman | 0   | 1       | 0      | 1      |
| 24        | Francia      | 0   | 0       | 2      | 2      |
| 24        | Germania     | 0   | 0       | 2      | 2      |
| 26        | Australia    | 0   | 0       | 1      | 1      |
| 26        | Kenya        | 0   | 0       | 1      | 1      |
| 26        | Paesi Bassi  | 0   | 0       | 1      | 1      |
| 26        | Svizzera     | 0   | 0       | 1      | 1      |
| Totale    | Totale       | 28  | 29      | 27     | 84     |